# Ramzi Binalshibh
Ramzi Binalshibh (arab. رمزي بن الشيبة, transliteracja: Ramzi bin asz-Szajba, ur. 1 maja 1972 w Ghayl Bawazir) – jemeński terrorysta, członek grupy hamburskiej, początkowo wyznaczony na pilota samobójcę w czasie zamachów z 11 września 2001 roku, lecz, gdy nie uzyskał amerykańskiej wizy – został pośrednikiem między zamachowcami w USA, a Al Kaidą.